# Pussycat (cómics)
Pussycat es un personaje ficticio de cómics estadounidenses que apareció originalmente entre 1965 y 1972 en tiras en blanco y negro impresas en revistas para hombres publicadas por la Magazine Management Company. Durante este tiempo, Martin Goodman era editor tanto de Magazine Management como de Marvel Comics, y como resultado de esto, se publicó en 1968 una recopilación en formato de revista de las aventuras del personaje con el título de The adventures of Pussycat.
Las tramas giraban en torno a insinuaciones sexuales en doble sentido y otros tipos de humor picante, si bien sólo presentaban desnudez muy brevemente. A raíz de la relación entre Magazine Management y Marvel, las tramas incluyeron contribuciones de varios creadores conocidos por su obra en la gama de cómics para todas las edades de Marvel, entre ellos Stan Lee, Jim Mooney, Al Hartley, Larry Lieber y Ernie Hart, así como a la leyenda de EC Comics, Wally Wood, y el caricaturista de «Good girl art»  Bill Ward.

## Creación
En 1962, Harvey Kurtzman y Will Elder lanzaron la tira cómica para adultos Little Annie Fanny en la revista Playboy , y su éxito dio paso una avalancha de imitadores en revistas masculinas rivales. Para el 2024, se desconocen aún con certeza los creadores originales de Pussycat o las apariciones exactas del título debido a un mantenimiento de registros incompleto y a una atribución inconsistente, si bien se sabe que el primer episodio fue dibujado por Wally Wood. Wood mismo crearía a la postre su propio cómic de estilo cutie desnudo, Sally Forth, en 1968. Jim Mooney recordaba en 2000 que: «A comienzos de los años 70, trabajé para las revistas masculinas de Goodman, una tira llamada 'Pussycat'. Stan [Lee] escribió la primera que hice, y luego su hermano Larry [Lieber] escribió las que le siguieron».
Si bien Pussycat evitaba mostrar desnudez completa, siguió en gran medida el modelo de Little Annie Fanny, centrándose a su vez en una rubia amable, pechugona y que no se daba cuenta de nada que terminaba desnuda frente a hombres boquiabiertos pero que por lo general termina completaba con éxito sus objetivos a pesar de, o incluso gracias a, su completa falta de conciencia de las situaciones que la rodeaban. No obstante, a diferencia de Annie, que se centraba en una crítica social de la cultura estadounidense, las aventuras de Pussycat estaban vinculadas a otra moda pasajera de la época: el género del espionaje. Era empleada de la organización S.C.O.R.E. (que puede leerse como el verbo de la jerga que significa «lograr tener sexo») y su organización enemiga era L.U.S.T. (que puede leerse como «lujuria»), acrónimos que recordaban a las organizaciones U.N.C.L.E. y T.H.R.U.S.H. de la exitosa serie de televisión El agente de CIPOL.

## Historial de publicaciones
Tras debutar en 1965 en Male Annual #3, las aventuras de Pussycat aparecieron en muchas de las otras revistas para hombres de Goodman, entre ellas Stag y Men. En 1968, nueve tiras de Pussycat fueron reunidas en un one-shot de Marvel llamado The Adventures of Pussycat (Las aventuras de Pussycat), siguiendo el mismo formato de revista en blanco y negro que se había utilizado recientemente para Spectacular Spider-Man. En tanto era una revista, el título no estaba cubierto por la Comics Code Authority, una laguna jurídica para evadir la censura que estaba siendo explotada exitosamente por Warren Publishing y que sería explorada más ampliamente luego por Marvel en una serie de títulos de terror de mediados de la década de 1970. Ocho de las tiras de The Adventures of Pussycat habían aparecido impresas previamente en la revista de Goodman, mientras que la novena era una historia nueva de Lieber y Mooney. Incluía asimismo una página central hecha por Bill Everett, en la que aparecía una Pussycat completamente desnuda pero con partes oscurecidas elegantemente. El plan era que la revista fuera trimestral para compilar periódicamente las tiras que aparecían en revistas para hombres en curso, pero solo llegó a publicarse un número.
Si bien el material original llegó a su fin en 1972, las tiras se siguieron reimprimiendo como material de relleno en otros títulos de Goodman bajo el titular «Humorama». 

## Trama
Pussycat es secretaria de la organización S.C.O.R.E. (Consejo Secreto de Extrovertidos Despiadados, un retruécano respecto al verbo en la jerga en inglés «lograr tener sexo») y es reclutada para luchar contra los archienemigos de la agencia, la organización L.U.S.T. (Legión de Tipos Siniestros Inadecuados; retruécano respecto a la palabra en inglés «lujuria»). A pesar de su falta de experiencia, inteligencia y conciencia de la situación, Pussycat suele ser exitosa en sus misiones gracias a su escultural figura y a los frecuentes accidentes de vestuario que distraen a sus enemigos. Más tarde cambió de carrera para convertirse en reportera investigativa, con idénticos resultados.

## Tiras
| Fecha              | Revista                       | Título                                                                                            | Creadores                                        | Notas |
| ------------------ | ----------------------------- | ------------------------------------------------------------------------------------------------- | ------------------------------------------------ | --- |
| 1965               | Male Annual #3                | "The Mirthful Misadventures of a Merry, Mixed-Up Miss!"                                           | Wally Wood (dibujante)                           | Reimpreso en The Adventures of Pussycat |
| 1966               | Stag Annual #3                | "The Mirthful Misadventures of a Naughty Nonsensical Nymphet!"                                    | Al Hartley (dibujante)                           | Reimpreso en The Adventures of Pussycat |
| 1966               | Male Annual #4                | "The Madly Mirthful Misadventures of a Lively Little Lass"                                        | Bill Ward (dibujante)                            | Reimpreso en The Adventures of Pussycat |
| 1967               | Stag Annual #4                | "The Cool and Carefree Capers of a Curvy Cuddly Chick"                                            | Bill Ward (dibujante)                            | Reimpreso en The Adventures of Pussycat. |
| 1967               | Male Annual #5                | "The Cavortin' Case of The Booby-Trapped Bra"                                                     | Bill Ward (dibujante)                            | Reimpreso en The Adventures of Pussycat, Stag Annual #7 (Mayo 1970); Cartoon Capers vol. 5, #3 (junio de 1970); Popular Cartoons vol. 12, #50 (abril de 1980) |
| marzo de 1968      | Male vol. 18, #3              | "The Mischievous Memoirs of a Merry Little Miss!"                                                 | Jim Mooney (dibujante)                           | |
| abril de 1968      | Male vol. 18, #4              | "The Capricious Capers of a Curvy Cutie-Pie!"                                                     | Bill Ward (dibujante)                            | |
| mayo de 1968       | Male vol. 18, #5              | "The Sizzlin' Saga of a Secret-Agent Swinger"                                                     |                                                  | |
| junio de 1968      |                               | "The Pin-Up Calendar Caper: The Mirthful Misadventures of a Most Magnificently Proportioned Miss" | Jim Mooney (dibujante)                           | |
| julio de 1968      |                               | "America's Favorite Dynamite Blonde"                                                              | Jim Mooney (dibujante)                           | |
| agosto de 1968     |                               | "The Crazy Case of the Crazy Cases!"                                                              |                                                  | |
| septiembre de 1968 | Male vol. 18, #9              | "The Computer and the Cutie"                                                                      | Jim Mooney (dibujante)                           | |
| septiembre de 1968 |                               | "The Mixed-Up Model"                                                                              | Jim Mooney (dibujante)                           | |
| octubre de 1968    | The Adventures of Pussycat #1 | "The Hidden Hippie Caper"                                                                         | Jim Mooney (dibujante)                           | Reimpreso en Cartoon Laughs vol. 9, #4 (julio de 1970): Cartoon Capers vol. 6, #4 (Sept. 1971); Popular Jokes vol. 15, #73 (Nov. 1979); Popular Jokes vol. 15, #78 (Feb. 1981) |
| noviembre de 1968  |                               | "Peach on a Beach"                                                                                |                                                  | Reimpreso en Cartoons and Gags vol. 18, #2 (Mayo 1971); Cartoon Laughs vol. 12, #1 (Feb. 1973); Cartoons and Gags vol. 21, #1 (Jan. 1974) |
| diciembre de 1968  |                               | "Frenzy In France"                                                                                |                                                  | |
| 1968               | Stag Annual #5                | "Damsel in Disguise"                                                                              | Bill Ward (dibujante)                            | Reimpreso en The Adventures of Pussycat, Cartoons and Gags vol. 16, #6 (Dec. 1969); Cartoon Fun and Comedy vol. 15, #99 (Jan. 1981) |
| 1968               | Men Annual #2                 | "Another Capricious Caper of the Country's Most Cataclysmically Cuddlesome Curvaceous Cutie"      | Bill Ward (dibujante)                            | Reimpreso en The Adventures of Pussycat, Cartoon Laughs vol. 9, #1 (Jan. 1970); Cartoon Fun and Comedy vol. 15, #98 (Oct. 1980) |
| 1968               | Men Annual #1                 | "The Madly Mirthful Misadventures of a Most Generously Endowed Modern Miss"                       | Bill Ward (dibujante)                            | Reimpreso en The Adventures of Pussycat, Laugh Parade vol. 10, #1 (Jan. 1970) |
| 1968               | Male Annual #6                | "The Bombshell and the Bank!"                                                                     |                                                  | |
| febrero de 1969    |                               | "The Spaceman and the Sweetie"                                                                    |                                                  | |
| marzo de 1969      |                               | "The Castaway Cutie"                                                                              | Jim Mooney (dibujante)                           | |
| abril de 1969      |                               | "The Lady on the Late Show!"                                                                      |                                                  | |
| mayo de 1969       |                               | "My Album"                                                                                        | Jim Mooney (dibujante)                           | |
| junio de 1969      |                               | "How Groovy Is My Movie"                                                                          | Jim Mooney (dibujante)                           | |
| julio de 1969      |                               | "The Kid Flips Her Id!"                                                                           |                                                  | Reimpreso en Cartoon Capers vol. 8, #3 (Mayo 1973) |
| agosto de 1969     |                               | "It's a Gass Lass"                                                                                |                                                  | Reimpreso en Cartoon Capers vol. 5, #2 (abril de 1970); Laugh Parade vol. 10, #6 (Nov. 1970); Cartoon Capers vol. 6, #2 (Mayo 1971); Laugh Parade vol. 11, #5 (Oct. 1971); Cartoons and Gags vol. 20, #2 (marzo de 1973); Cartoon Capers vol. 9, #2 (marzo de 1974); Laugh Parade vol. 14, #6 (Dec. 1974); Fun House vol. 20, #8 (Mayo 1979)                                   |
| septiembre de 1969 | Men vol. 18, #9               | "The Lady Is a Star"                                                                              | Jim Mooney (dibujante)                           | |
| octubre de 1969    |                               | "The Gal Gets Her Goal!"                                                                          | Reimpreso en Male Annual #8 (junio de 1970)      | |
| noviembre de 1969  |                               | "For Better or For Nurse"                                                                         |                                                  | |
| diciembre de 1969  |                               | "The Joke's on Her"                                                                               |                                                  | Reimpreso en Cartoons and Gags vol. 17, #2 (abril de 1970) |
| 1969               | Stag Annual #6                | "Look Ma... I'm Flyin'"                                                                           |                                                  | |
| 1969               | Men Annual #3                 | "The Swingin' Statue!"                                                                            |                                                  | |
| 1969               | Male Annual #7                | "The Newest Misadventure of our Cuddly Little Cutie"                                              | Jim Mooney (dibujante)                           | Reimpreso en Stag Annual (1971) |
| enero de 1970      |                               | "'Twas the Night Before Xmas..."                                                                  |                                                  | |
| febrero de 1970    |                               | "Her Wild, Wild Wheels!"                                                                          |                                                  | Reimpreso en Cartoon Capers (Oct. 1970); Cartoon & Gags (Mayo 1973); Laugh Parade (abril de 1974); Best Cartoons (Feb. 1975); Popular Cartoons (Jan. 1977) |
| marzo de 1970      |                               | "Two Weeks with Play"                                                                             | Jim Mooney (dibujante)                           | Reimpreso en Stag Annual (julio de 1970); Laugh Parade vol. 10, #4 (julio de 1970); Cartoon Capers vol. 5, #6 (Nov. 1970); Laugh Parade vol. 11, #3 (junio de 1971); Cartoons and Gags vol. 18, #5 (Nov. 1971); Cartoon Capers vol. 7, #4 (julio de 1972); Laugh Parade vol. 13, #4 (Aug. 1973); Cartoon Capers vol. 10, #2 (marzo de 1975); Fun House vol. 21, #9 (Aug. 1979) |
| abril de 1970      |                               | "Pandemonium at the Company Picnic"                                                               |                                                  | Reimpreso en Cartoons and Gags vol. 17, #4 (1970) |
| mayo de 1970       |                               | "Why The West Was Wild"                                                                           |                                                  | Reimpreso en Male Annual #11 (1970) |
| julio de 1970      |                               | "--But Don't Go Near the Water!"                                                                  |                                                  | Reimpreso en Cartoons and Gags vol. 18, #4 (Sept. 1971) |
| agosto de 1970     |                               | "She Makes It with the Mafia!"                                                                    |                                                  | |
| septiembre de 1970 |                               | "The Hostess with the Mostest"                                                                    |                                                  | Reimpreso en Stag Annual #12 (1972); Best Cartoons from the Editors of Male & Stag vol. 4, #4 (julio de 1973) |
| octubre de 1970    |                               | "She's Out In Front!"                                                                             |                                                  | Reimpreso en Male Annual #16 (1973) |
| noviembre de 1970  |                               | "No News Is Good Nudes!"                                                                          | Jim Mooney (dibujante)                           | Reimpreso en Male vol. 21, #6 (1971); Popular Cartoons vol. 12, #55 (Oct. 1980) |
| diciembre de 1970  |                               | "Temptress in a Taxi! ...Or, Caught with Her Flag Down!"                                          | Larry Lieber (guionista); Jim Mooney (dibujante) | |
| 1970               | Men Annual #4                 | "It Happened in Paris: The Crazy Capers of Our Curviest Chick"                                    |                                                  | Reimpreso en For Men Only Annual vol. 17, #6 (1970) |
| febrero de 1971    |                               | "Circus Siren ... or The Biggest Top of Them All!"                                                | Larry Lieber (guionista), Jim Mooney (dibujante) | Reimpreso en Cartoons and Gags vol. 19, #6 (Nov. 1972); Best Cartoons from the Editors of Male & Stag |
| marzo de 1971      |                               | "Bust Out at the Big House"                                                                       | Larry Lieber (guionista), Jim Mooney (dibujante) | Reimpreso en Cartoon Laughs vol. 10, #6 (Dec. 1971); Cartoon Laughs vol. 12, #4 (Aug. 1973); Cartoon Capers vol. 9, #5 (Sept. 1974) |
| abril de 1971      |                               | "A Racey Tale"                                                                                    | Larry Lieber (guionista), Jim Mooney (dibujante) | Reimpreso en Men Annual #13 (1972) |
| Mayo 1971          |                               | "Hijack Havoc! or... Foiled in the Fuselage!"                                                     |                                                  | Reimpreso en Male Annual #13 (Nov. 1971) |
| junio de 1971      |                               | "Scandinavian Sex Plot                                                                            |                                                  | Reimpreso en Popular Cartoons vol. 10, #39 (abril de 1977) |
| julio de 1971      |                               | "Maid in Paris! ...or, The Hottest Jewels In Town!"                                               | Larry Lieber (guionista); Jim Mooney (dibujante) | |
| agosto de 1971     |                               | "Venus and Venice"                                                                                |                                                  | |
| Septiembre de 1971 |                               | "My Fair Fraulein!"                                                                               | Larry Lieber (guionista); Jim Mooney (dibujante) | Reimpreso en Best Cartoons (Male & Stag) vol. 3, #1 (Jan. 1972) |
| octubre de 1971    |                               | "High Voltage! or ... I Get a Charge Out of You!"                                                 | Larry Lieber (guionista); Jim Mooney (dibujante) | Reimpreso en Stag Annual #15 (1973); Cartoons and Gags vol. 19, #4 (julio de 1972); Popular Cartoons vol. 10, #38 (julio de 1972); Cartoon Capers vol. 8, #5 (Sept. 1973) |
| noviembre de 1971  |                               | "I, A Spy!"                                                                                       |                                                  | Reimpreso en Cartoon Laughs vol. 13, #2 (abril de 1974) |
| diciembre de 1971  |                               | "Crime and Lusciousment"                                                                          |                                                  | |
| 1971               |                               | "Sex and the Single Spy!"                                                                         | Larry Lieber (guionista), Jim Mooney (dibujante) | Reimpreso en Best Cartoons from the Editors of Male & Stag |
| enero de 1972      | Men vol. 21, #1               | "A Two-Round Knockout! (or Saved by the Belle!)"                                                  | Larry Lieber (guionista), Jim Mooney (dibujante) | Reimpreso en Laugh Parade vol. 12, #3 (1972) |
| febrero de 1972    | Men vol. 21, #2               | "Cycle Siren, or, Hand Me That Wench!"                                                            | Larry Lieber (guionista), Jim Mooney (dibujante) | Reimpreso en Best Cartoons (For Men Only) #1 (1974) |
| marzo de 1972      |                               | "The Sexpot and the Sultan"                                                                       |                                                  | |
| abril de 1972      |                               | "Bullets, Boodles, and Broads!"                                                                   | Larry Lieber (guionista), Jim Mooney (dibujante) | Reimpreso en Best Cartoons from the Editors of Male & Stag vol. 4, #1 (Jan. 1973) |
| Mayo 1972          |                               | "Vegas Vixen! or ... The Gal with the Winning Pair"                                               | Larry Lieber (guionista), Jim Mooney (dibujante) | Reimpreso en Cartoons and Gags vol. 20, #1 |
| junio de 1972      |                               | "The Phantom of the Uproar!"                                                                      |                                                  | |
| julio de 1972      |                               | "Mobster Mayhem! or, The Most Chased Girl In Town!"                                               |                                                  | Reimpreso en Best Cartoons (Male & Stag) vol. 5, #6 (Dec 1974) |
| agosto de 1972     |                               | "Maid on a Mountain, or Dig Those Peaks!"                                                         |                                                  | Reimpreso en Laugh Parade (Dec. 1972); Cartoons and Gag (Aug. 1973); Laugh Parade (junio de 1974); Best Cartoons (Male & Stag) vol. 6, #3 (abril de 1975); Popular Cartoons (julio de 1977); Fun House (Aug. 1981) |

## Recepción
La inverosímil combinación de Marvel Comics y una tira cómica obscena ha llevado al redescubrimiento periódico de Pussycat por parte de fanáticos de los cómics. En 1989, el escritor de Amazing Heroes, Steven Paul Thompson, dedicó un artículo de tres páginas al personaje, describiéndolo como «una nota a pie de página fascinante sobre la historia de Marvel» y destacándolo como una reliquia de una época en la que las revistas para hombres se centraban en gran parte en textos de ficción sensacionalista y «dos o tres fotografías de tetas y culos», en lugar del material explícito de revistas para hombres más modernas. Thompson señaló la influencia en Pussycat de Little Annie Fanny, a la vez que destacaba Torchy de Bill Ward y Male Call de Milton Caniff entre sus predecesoras. También afirmó que las tramas dependían tanto de chistes visuales como de excitación sexual, y encontraba que su estilo era más cercano al de la serie de comedia para todas las edades de Marvel, Not Brand Echh.
En 2005, el dibujante y fan de Marvel Fred Hembeck cubrió la tira en su columna para IGN, recordando sus intentos de encontrar una copia de la poco conocida Adventures of Pussycat, y  afirmó que el título era anticuado pero alegre, pidiendo a Marvel que imprimiera un Pussycat Esencial. El artículo atrajo la atención del guionista y dibujante Mark Evanier, quien especuló que Hembeck encontraría una manera de «ponerla en los Avengers».